# Брезовац Доброселски
Брезовац Доброселски је насељено мјесто у општини Доњи Лапац, источна Лика, Република Хрватска.

## Географија
Брезовац Доброселски је удаљен око 18 км југоисточно од Доњег Лапца.

## Историја
Брезовац Доброселски се од распада Југославије до августа 1995. године налазио у Републици Српској Крајини.

## Становништво
Брезовац Доброселски се од пописа становништва 1961. до августа 1995. налазио у саставу некадашње општине Доњи Лапац. Према попису становништва из 2011. године, насеље Брезовац Доброселски је имало 12 становника.
| Националност       | 1991. | 1981. | 1971. | 1961. |
| Срби               | 99    | 131   | 201   | 336   |
| Хрвати             | 1     | 1     | 1     | 8     |
| Муслимани          |       |       |       | 5     |
| остали и непознато | 1     |       | 1     | 1     |
| Укупно             | 101   | 132   | 203   | 350   |

| Демографија | Демографија | Демографија |
| Година      | Становника  | Становника  |
| ----------- | ----------- | ----------- |
| 1961.       | 350         |             |
| 1971.       | 203         |             |
| 1981.       | 132         |             |
| 1991.       | 101         |             |
| 2001.       | 3           |             |
| 2011.       |             | 12          |